# 东方六号
东方六号是第一个载有女性宇航员升空的载人航天任务，她的名字是瓦莲京娜·捷列什科娃。此次任务详细记录了女性身体对航天飞行的反应。与其它东方任务一样，她也负责记录飞行日志、照相以及人工调整航天飞船的姿态。她从空间拍摄的一张关于地平线的照片后来被用来识别大气层中的烟雾层。此次任务是与东方五号的联合任务，最初的计划是两艘飞船都配备女性宇航员，但最终由于整个东方项目的费用缩减而改变。东方六号也是东方3KA飞船的最后一次航行。